# Nostalgia, Ultra
nostalgia, ULTRA — дебютный микстейп американского певца и автора песен Фрэнка Оушена (Frank Ocean), выпущенный 16 февраля 2011 года. Альбом сочетает элементы альтернативного R&B, неосоула, инди-попа и хип-хопа, а его звучание отличается кинематографическим стилем, личными текстами и экспериментальными продакшен-решениями.

## Предыстория и создание
До выпуска nostalgia, ULTRA Фрэнк Оушен (настоящее имя Кристофер Эдвин Брё) работал как автор песен для таких исполнителей, как Justin Bieber, John Legend, Beyoncé и других. В 2009 году он подписал контракт с лейблом Def Jam, но не получил достаточной поддержки от компании. В ответ Оушен решил выпустить микстейп самостоятельно, без разрешения лейбла, загрузив его бесплатно на платформу Tumblr 16 февраля 2011 года.
Микстейп быстро привлёк внимание благодаря уникальному звучанию и смелому подходу к текстам, которые исследуют темы любви, одиночества, утраты, ностальгии и разочарования.

## Музыкальный стиль и концепция
nostalgia, ULTRA — это концептуальный альбом, в котором песни соединены интерлюдиями, имитирующими звуки кассетного плеера: треки как бы «перематываются» вперёд или назад. Сам Оушен сравнивал микстейп с коллекцией песен, записанных на старую кассету, что отражено в названии.
Музыкально альбом сочетает мягкие синтезаторы, гитарные риффы, акустические элементы и ритмичные биты. Некоторые треки используют семплы известных песен:
- «Strawberry Swing» — кавер на песню Coldplay
- «American Wedding» — интерполяция Hotel California группы Eagles
- «Nature Feels» — кавер на Electric Feel от MGMT

Лирически альбом затрагивает личные переживания Оушена, включая разбитое сердце, юношеские мечты, социальные проблемы и размышления о жизни.

## Треклист
1. Street Fighter (Intro)
2. Strawberry Swing
3. Novacane
4. We All Try
5. Bitches Talkin' (Interlude)
6. Songs for Women
7. Lovecrimes
8. Goldeneye (Interlude)
9. There Will Be Tears
10. Swim Good
11. Dust
12. American Wedding
13. Soul Calibur (Outro)
14. Nature Feels (бонус-трек)

## Критика и влияние
После выхода nostalgia, ULTRA получил высокие оценки критиков и слушателей. Издания Pitchfork, Rolling Stone и Complex похвалили авторский стиль, лирику и эмоциональную глубину альбома.
Треки «Novacane» и «Swim Good» стали хитами и помогли Оушену привлечь внимание к своей музыке. Однако из-за использования несанкционированных семплов nostalgia, ULTRA не был официально выпущен в продажу, и его нет на стриминговых сервисах, за исключением отдельных треков.
Альбом стал важной вехой в карьере Оушена и повлиял на современный R&B, вдохновив таких артистов, как The Weeknd, Bryson Tiller и SZA.

## Правовые проблемы
Один из треков, «American Wedding», вызвал судебные претензии со стороны The Eagles, так как песня использует мелодию их хита Hotel California без разрешения. Гитарист группы Дон Хенли угрожал судом, если песня не будет удалена.

## Наследие
Хотя nostalgia, ULTRA не получил официального релиза, он остается культовым альбомом и важной частью дискографии Фрэнка Оушена. Многие фанаты считают его лучшим экспериментом в жанре альтернативного R&B. Успех микстейпа помог Оушену выпустить свой первый студийный альбом Channel Orange (2012), который закрепил его статус одного из самых влиятельных артистов поколения.